# Psalm 148
Psalm 148 – jeden z psalmów dydaktycznych zgromadzonych w biblijnej Księdze Psalmów. 
Jego numer przyjęty został za Biblią hebrajską.

## Gatunek literacki i okoliczności powstania
Psalm 148 jest hymnem pochwalnym Jahwe. Jest to trzeci z pięciu hymnów, tzw. małego Hallelu, które tworzą zakończenie Księgi Psalmów.
Przyjmuje się, że psalm powstał po okresie niewoli babilońskiej. Takie jest też zdanie tradycji żydowskiej, którą przechowała Septuaginta, czyli Biblia grecka. 